# 德维尔站
德维尔站是法国的一个铁路车站，位于法国东北部市镇德维尔。

## 位置
德维尔站位于德维尔城内，默兹河左岸。车站大致呈南北走向，正门开口朝西，东侧理论上亦可进入车站。

## 车站概况
德维尔站是一个小型的乘降所，原有的车站站房已关闭，现站内没有任何售票服务及设施，乘客需上车后主动购票或使用通勤卡。
德维尔站站内没有地下通道或天桥，从车站正门进入前往上行方向站台（沙勒维尔-梅济耶尔方向）的乘客需跨越铁路正线，因此该站存在一定的安全隐患。

## 停靠线路
以下列车线路在德维尔站停靠：
| 德维尔站列车线路表     |              |        |             |              |
| 线路                   | 车种         | 上一站 | 下一站      | 大致运行频率 |
| 沙勒维尔-梅济耶尔—日韦 | 法国大区列车 | 蒙泰梅 | 莱富尔/勒万 | 每天7~14趟   |
| 1.                     |              |        |             |              |

## 配套交通

### 大巴车
德维尔站对应的大巴车上下车地点位于车站前方的空地上。当某条铁路线施工或罢工时，SNCF会提供途径该线路沿途站点的大巴车。

### 市内交通
德维尔站暂无城市公共交通服务。

## 临近车站
| 德维尔站（Gare de Deville）    |                  |          |
| 上行车站                       | 线路             | 下行车站 |
| 蒙泰梅站                       | 苏瓦松－日韦铁路 | 莱富尔站 |
| - 本表仅显示运营中的线路及车站 |                  |          |